# Ronnenberg
Ronnenberg é uma cidade da Alemanha localizada no distrito de Hanôver, estado de Baixa Saxônia.